# Sonny Rollins
Theodore Walter "Sonny" Rollins (7 de Setembro de 1930, Nova Iorque) é um sax-tenorista americano. Sonny Rollins tem uma longa e produtiva carreira no jazz, havendo começado a tocar com 11 anos de idade. Antes dos 20, já tocava com o legendário pianista Thelonious Monk.  Rollins ainda grava e excursiona, tendo uma vida e uma carreira muito mais duradouras que muitos dos seus contemporâneos no jazz, como John Coltrane, Miles Davis e Art Blakey, músicos com quem gravou. 

## Biografia

### No Princípio
Rollins começou como pianista, tendo migrado posteriormente para o saxofone alto, finalmente trocando para o tenor em 1946. Sua primeira gravação foi em 1949 com Babs Gonzalez. No mesmo ano gravou também com J. J. Johnson e Bud Powell.  Em 1950, Rollins foi preso por roubo, tendo recebido uma sentença de três anos de prisão. Cumpriu 10 meses e foi libertado condicionalmente. Dois anos depois, foi novamente preso por uso de heroína, violando assim os termos da sua liberdade condicional. Frequentou, então, uma instituição de desintoxicação na qual recebeu altas doses de medicamentos até que se sanasse completamente seu vício. Rollins começou a construir seu próprio nome quando gravou com Miles Davis em 1951 e Thelonious Monk em 1953. 
Rollins entrou para o quinteto de Clifford Brown e Max Roach em 1955, substituindo Harold Land. Com a morte de Brown no ano seguinte, passou a trabalhar mais como leader.
No dia 22 de Junho de 1956, Sonny gravou seu aclamado álbum Saxophone Colossus. Nele tocavam o pianista Tommy Flanagan, o contrabaixista Doug Watkins – que atuara nos Jazz Messengers – e seu baterista favorito: Max Roach.  Era apenas a terceira gravação de Rollins como leader, mas foi o dia em que ele gravou talvez o seu maior sucesso, "St. Thomas". A música é baseada numa canção em estilo caribenho (calipso que a mãe de Sonny Rollins costumava cantar quando o compositor era criança.
Nesse tempo, John Coltrane ainda não havia se tornado uma figura notória e Rollins era o principal saxofonista de jazz moderno existente.
Em 1957 ele foi pioneiro ao usar somente baixo e bateria como acompanhamento para seus solos de saxofone, textura que veio a ser conhecida como "strolling". Duas das primeiras gravações nesse formato são os discos Way Out West (Contemporary, 1957) e A Night at the Village Vanguard (Blue Note, 1957). Ao longo de sua carreira, Rollins usou essa técnica, até mesmo acompanhando solos de baixo ou bateria com efeitos no sax.
Até então, Rollins era bem conhecido por pegar material relativamente banal ou não convencional e transformá-lo em tema para improvisação (como fez, por exemplo, com "There's No Business Like Show Business", em Work Time; "I'm an Old Cowhand", em Way Out West; e posteriormente "Sweet Leilani", em This Is What I Do, disco vencedor do Grammy).  Era também bastante conhecido como compositor. Vários de seus temas (incluindo "St. Thomas", "Doxy", "Oleo" e "Airegin") viraram standards jazzísticos.
Em 1958 Rollins gravou uma extensa peça para saxofone, baixo e bateria: The Freedom Suite (Suíte da Liberdade). Suas notas na capa original do disco deixavam explícita a intenção sócio-política da peça:
"A América está profundamente radicada na cultura negra: seus coloquialismos, seu humor, sua música. Que ironia que o Negro, que mais que qualquer outro povo pode reclamar como própria a cultura americana, esteja sendo perseguido e reprimido; que o Negro, que exemplificou a humanidade na sua própria existência, esteja sendo retribuída com desumanidade." 
O LP em sua forma original esteve disponível apenas por um breve período, antes que a gravadora o reembalasse como Shadow Waltz, título de outra peça do mesmo disco.

### A Primeira Licença

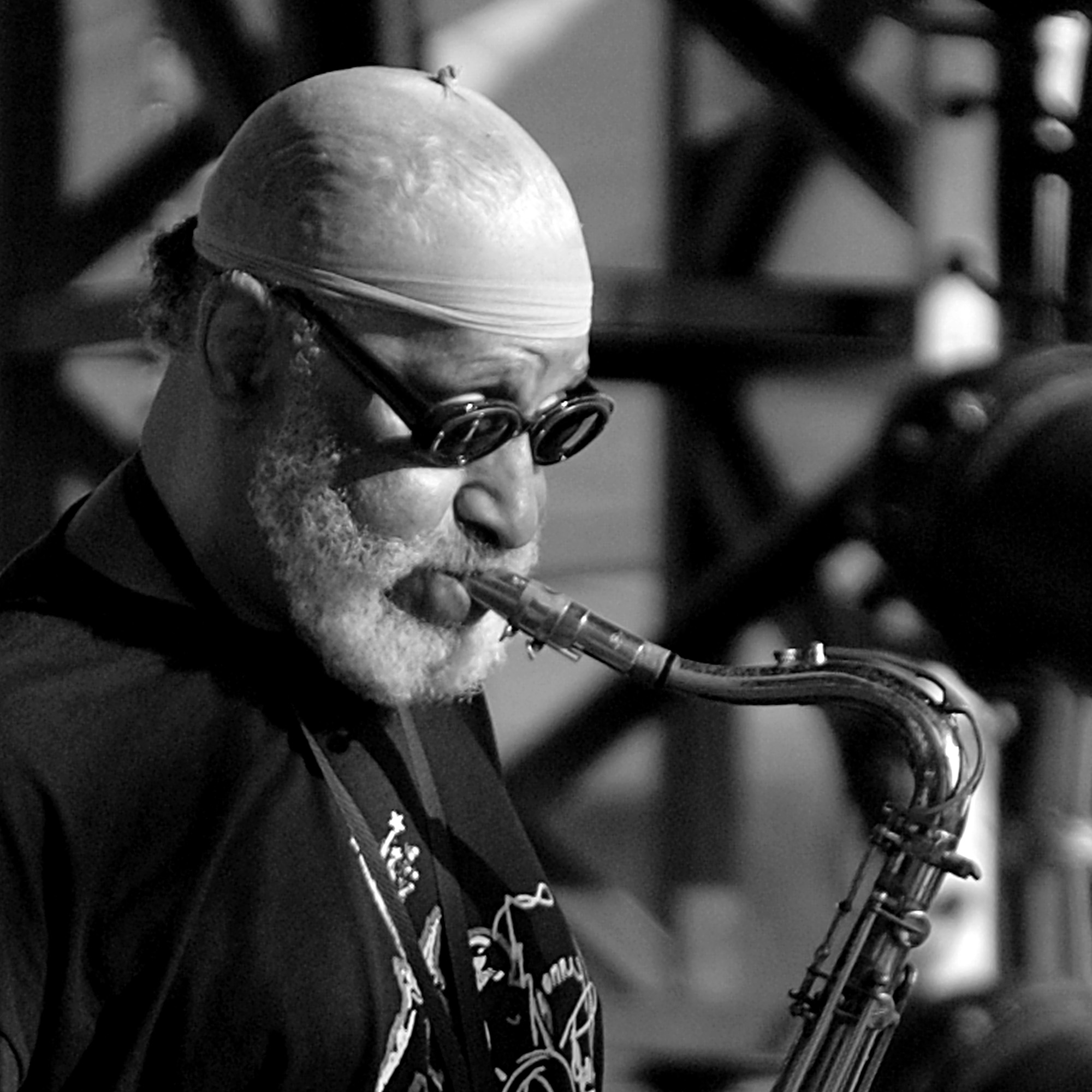
Sonny Rollins

Em 1959, Rollins estava frustrado com o que ele concebia como sua limitação musical. Por isso, ele tirou a primeira e mais famosa de suas "licenças" da música. Para poupar uma vizinha grávida do som dos seus estudos rotineiros, aventurava-se até a Ponte Williamsburg, em Nova Iorque, para treinar. Ao voltar à cena musical, deu ao seu álbum re retorno o nome The Bridge (A Ponte), iniciando um contrato coma a gravadora RCA.  
Por toda a década de 1960, Rollins continuou sendo um dos mais ousados músicos existentes. Cada álbum diferia-se radicalmente do anterior. Explorou ritmos latinos em What's New, dialogou com a vanguarda em Our Man in Jazz e fez releituras de standards em Now's the Time. Produziu também a trilha sonora da versão de 1966 do filme Alfie. Sua atuação como músico da casa no jazz club de Ronnie Scott em 1965 foi recentemente transformada no CD Live in London, série de lançamentos do selo Harkit que oferecem uma visão muito diferente do seu modo de tocar a comparar-se com os álbuns de estúdio do mesmo período.

### A Segunda Licença
Frustrado novamente, Rollins tirou nova licença para estudar yoga, meditação e filosofia oriental. Quando voltou, em 1972, estava claro que ele havia se aproximado dos estilos do R&B, do pop e do funk. Seus conjuntos ao longo das décadas de 1970 e 1980 possuíam guitarra eléctrica, baixo eléctrico e geralmente bateristas orientados ao pop ou ao funk. Durante esse período Rollins tornou-se notório por seus solos de saxofone sem acompanhamento.
Em 1985, lançou The Solo Album, embora muitos dos fãs considerem que esse álbum causou uma decepção comparado aos seus outros trabalhos solo.

### No Século XXI
Embora suas gravações nas décadas de 1970, 1980 e 1990 não fossem tão aclamadas pela crítica quanto suas primeiras gravações, Rollins continuou famoso por suas apresentações ao vivo. Críticos como Gary Giddins e Stanley Crouch notaram a disparidade entre Sonny Rollins como artista de gravações e Sonny Rollins como artista de concertos. Num perfil para o New Yorker em Maio de 2005, Crouch escreveu sobre Rollins como artista de concertos:
"Inúmeras vezes, década após década, dos tardos anos setenta até os oitenta e noventa, lá está ele, Sonny Rollins, o colosso do saxofone (referência ao álbum The Saxophone Colossus), tocando em algum lugar no mundo, uma tarde ou noite em algum lugar, procurando a combinação de emoção, memória, raciocínio e projeto estético com a autoridade que lhe permite alcançar uma grandiloquência natural. Com o corpo de metal, as chaves ornadas com madrepérola, a buquilha e a palheta de bambu, o instrumento torna-se a nave para a epopéia do talento de Rollins e a brilhante força e tradição dos seus ancestrais."
No dia 11 de Setembro de 2001, Rollins, que morava a várias quadras de distância, ouviu o estrondo do desmoronamento do World Trade Center e foi obrigado a abandonar seu apartamento apenas com seu saxofone nas mãos. Embora ainda estivesse abalado, viajou para Boston cinco dias depois para tocar na Berklee College, num concerto que foi lançado em CD em 2005 com o nome de Without a Song: The 9/11 Concert. No ano seguinte, venceu o Grammy de melhor solo instrumental de jazz pelo solo na música "Why Was I Born?". Anteriormente, Sonny já havia ganhado um Grammy pelo CD "This Is What I Do".
Além desses, Rollins foi premiado em 2004 com um Grammy pelo conjunto de sua obra.
Depois de um bem-sucedido tour no Japão em 2005, Rollins voltou ao estúdio pela primeira vez em cinco anos para gravar "Sonny, Please" (Sonny, por favor). O título do CD advém de uma das frases favoritas de sua última esposa. Ao mesmo tempo, ele inaugurou seu sítio na internet e lançou seu próprio selo, Doxy Records, que editou "Sonny, Please" sob a produção do trombonista Clifton Anderson.

## Discografia
- 1951 - Sonny Rollins Quartet
- 1951 - Sonny and the Stars
- 1951 - Sonny Rollins with the Modern Jazz Quartet
- 1951 - Mambo Jazz
- 1954 - Sonny Rollins Quintet
- 1954 - Sonny Rollins Plays Jazz Classics
- 1954 - Moving Out
- 1955 - Taking Care of Business
- 1955 - Work Time
- 1956 - Three Giants
- 1956 - Sonny Rollins Plus Four [com Max Roach e Clifford Brown]
- 1956 - Saxophone Colossus (Prestige)
- 1956 - Tenor Madness (Prestige) [participação de John Coltrane]
- 1956 - Sonny Boy
- 1956 - Rollins Plays for Bird
- 1956 - Tour de Force (Prestige)
- 1956 - Sonny Rollins, Vol. 1 [com Donald Byrd e Max Roach]
- 1957 - Way Out West (Contemporary) [com Ray Brown e Shelley Manne]
- 1957 - Wail March
- 1957 - Sonny Rollins, Vol. 2 [com J.J. Johnson, Horace Silver, Art Blakey e participação de Thelonius Monk]
- 1957 - Sonny's Time
- 1957 - The Sound of Sonny (Riverside/OJC)
- 1957 - Sound of Sonny Rollins
- 1957 - Newk's Time (Blue Note)
- 1957 - More from the Vanguard [com Wilbur Ware e Elvin Jones]
- 1957 - A Night at the Village Vanguard, Vol. 1 [ao vivo]
- 1957 - A Night at the Village Vanguard, Vol. 2 [ao vivo]
- 1957 - Sonny Rollins Plays/Thad Jones Plays
- 1957 - Sonny Rollins (Everest)
- 1957 - European Concerts [ao vivo]
- 1958 - Freedom Suite (Riverside) [com Oscar Pettiford e Max Roach]
- 1958 - Sonny Rollins and Brass/Trio
- 1958 - Sonny Rollins at Music Inn Teddy Edwards at...
- 1958 - Quartet
- 1958 - Sonny Rollins and the Contemporary Leaders...
- 1959 - In Stockholm [ao vivo]
- 1959 - Aix-En-Provence [ao vivo com Kenny Clarke]
- 1959 - Saxes in Stereo
- 1962 - The Bridge (Bluebird/RCA)
- 1962 - The Quartets Featuring Jim Hall
- 1962 - What's New?
- 1962 - Alternatives
- 1962 - On the Outside [com Don Cherry]
- 1962 - Our Man in Jazz [ao vivo]
- 1963 - Sonny Rollins (Prestige)
- 1963 - All the Things You Are
- 1963 - Sonny Meets Hawk! [com Coleman Hawkins]
- 1963 - Stuttgart
- 1963 - Live in Paris [ao vivo]
- 1964 - Now's the Time
- 1964 - Sonny Rollins & Co.
- 1964 - Three in Jazz
- 1964 - The Standard Sonny Rollins
- 1965 - There Will Never Be Another You
- 1965 - Sonny Rollins on Impulse! [com Ray Bryant, Walter Booker e Mickey Rocker]
- 1965 - Live in Europe [ao vivo]
- 1966 - Alfie (Impulse!) [com Oliver Nelson e orquestra]
- 1966 - East Broadway Rundown [com Jimmy Garrison e Elvin Jones, participação de Freddie Hubbard]
- 1972 - Next Album
- 1973 - Horn Culture
- 1973 - In Japan [ao vivo]
- 1974 - The Cutting Edge [ao vivo]
- 1975 - Nucleus
- 1976 - The Way I Feel
- 1977 - Easy Living
- 1978 - Don't Stop the Carnival [ao vivo]
- 1978 - Milestone Jazzstars in Concert [Bonus Tracks] [ao vivo]
- 1978 - Green Dolphin Street
- 1979 - Don't Ask
- 1980 - Love at First Sight
- 1981 - No Problem
- 1982 - Reel Lif
- 1984 - Sunny Days, Starry Nights
- 1985 - The Solo Album [ao vivo]
- 1986 - G-Man (Milestone)
- 1986 - The Quartets [US]
- 1987 - Dancing in the Dark
- 1988 - Sonny Rollins/Thad Jones
- 1989 - Falling in Love with Jazz
- 1991 - Way Out West (Contemporary/OJC)
- 1991 - Here's to the People
- 1993 - St. Thomas 1959 [ao vivo]
- 1993 - Old Flames
- 1994 - The Sound of Sonny (Spotlite)
- 1994 - The Meeting
- 1995 - Without a Song
- 1995 - Denmark, Vol. 1 [ao vivo]
- 1995 - Denmark, Vol. 2 [ao vivo]
- 1996 - Sonny Rollins Plus Three
- 1998 - Global Warming (Milestone)
- 1998 - Meets Hawk
- 1999 - Now's the Time [Bonus Tracks]
- 1999 - Our Man In Jazz (Import)
- 1999 - A Night at the Village Vanguard [set com 2 CDs; ao vivo]
- 2000 - Immortal Concerts: Village Vanguard,... [ao vivo]
- 2000 - Sonny Rollins (Jamey Aebersold)
- 2000 - Way Out West (Contemporary Limited)
- 2000 - This Is What I Do (Milestone)
- 2005 - Without a Song: The 9/11 Concert  (Milestone)
- 2006 - Sonny, Please

## Filmes
- Saxophone Colossus (1986).  Dirigido por Robert Mugge.
- EPK de Sonny, Please
- Trilha sonora do filme Alfie (1966). Composta por Rollins, com arrranjos de Oliver Nelson.